# دتشو
دتشو (بالصينية: 德州市 )‏ هي مدينة على مستوى محافظة، في جمهورية الصين الشعبية، تتبع شاندونغ، تبلغ مساحتها 10,356 كيلومتر مربع، رمزها البريدي هو 253000.

## مدن توأم
المدن التوأم:
- ميكولايف.

## التقسيمات الإدارية
- Decheng, Dezhou [الإنجليزية]‏
- Lingcheng, Dezhou [الإنجليزية]‏
- Ningjin County, Shandong [الإنجليزية]‏
- Qingyun County [الإنجليزية]‏
- Linyi County, Dezhou [الإنجليزية]‏
- Qihe County [الإنجليزية]‏
- Pingyuan County, Shandong [الإنجليزية]‏
- Xiajin County [الإنجليزية]‏
- Wucheng County [الإنجليزية]‏
- لاولينغ  [لغات أخرى]‏
- يو تشنغ  [لغات أخرى]‏.

## أعلام
- تشن شياو
- يي لونغ